# Lost Warrior
Lost Warrior ist ein dänischer Dokumentarfilm von Nasib Farah und Søren Steen Jespersen.

## Handlung
Der Film erzählt die Geschichte des 23 Jahre alten Mohammed. Er wurde in Somalia geboren. Allerdings schickten ihn seine Eltern im Alter von drei Jahren zu Verwandten nach Europa. Sie hofften, ihn so vor dem Bürgerkrieg in Somalia schützen zu können. Ohne seine Eltern aufzuwachsen, fiel Mohammed schwer. Als Jugendlicher geriet er an einen kriminellen Freundeskreis. Wegen des Cannabishandels wurde er schließlich selbst zu zwei Jahren Haft verurteilt. Im Gefängnis fand er Halt und Geborgenheit in der Religion. Da seine Familie die britische Staatsbürgerschaft nicht für ihn beantragt hatte, wurde er nach seinem Gefängnisaufenthalt nach Somalia abgeschoben.
Als er in Somalia ankommt, ist ihm das Leben dort fremd. An seine ersten drei Lebensjahre dort kann er sich kaum noch erinnern. Er lernt Mitglieder der radikalen, somalischen Miliz Al-Shabaab kennen, die ihm helfen in dem Land Fuß zu fassen und schließt sich der Organisation an. In dieser Zeit lernt er Fathi kennen. Fathi kommt ebenfalls aus Großbritannien. Sie wurde von ihrer Familie in ein somalisches, religiöses Erziehungscamp geschickt, da die Familie glaubte Fathi würde die Religion zu wenig wertschätzen. Die beiden verlieben sich und Fathi kehrt schwanger nach Großbritannien zurück.
In Somalia erkennt Mohammed schon bald, dass Al-Shabaab auch Zivilisten tötet und tritt aus. Nun sitzt er in Mogadischu fest, dort muss er sich vor Al-Shabaab verstecken. Gerne würde er nach Großbritannien zu seiner Freundin und seinem Sohn zurückkehren. In Großbritannien hält man ihn jedoch für einen Terroristen, weshalb er dort nicht einreisen kann. In Somalia ist er jedoch auch nicht sicher, da er dort von der Terrororganisation für den Feind gehalten wird. Ein wenig helfen ihm schließlich seine Verwandten, die Kultur in Somalia kennenzulernen. Seine Mutter lernt Mohammed in Somalia schließlich auch kennen. Die beiden sind sich jedoch fremd. Mohammeds Mutter möchte außerdem, dass dieser ihre religiösen Ansichten teilt. Er ist ihr nicht religiös genug, was zu Meinungsverschiedenheiten zwischen den beiden führt.
In London vermisst Fathi ihren Freund. Sie versucht über Videochats ein wenig mit ihm in Kontakt zu bleiben und unterstützt in finanziell. Sie findet es nicht gut, dass ihr Sohn Yassir ohne seinen Vater aufwachsen soll. Doch Mohammed kann nicht nach Großbritannien zurück, was immer wieder zu Konflikten zwischen den beiden führt. Schließlich kommt Fathi für einige Tage nach Kenia. Mohammed trifft zum ersten Mal seinen Sohn. Er ist traurig ihm nicht beim Aufwachsen begleiten zu können.

## Hintergrund
Es ist der zweite Dokumentarfilm von den Regisseuren Nasib Farah und Søren Steen Jespersen, der in Somalia spielt. Der erste Film, Warriors from the North, beschäftigt sich mit somalischen Männern, die ihre Heimat in Skandinavien verlassen, um der radikalen, somalischen Miliz Al-Shabaab beizutreten. Den Begriff Warriors (Krieger) wählten die Regisseure, da sich diese Männer selbst als Krieger sahen. Sie betrachteten sich als Freiheitskämpfer gegen die christliche, äthiopische Armee, die Somalia zu dieser Zeit besetzt hatte und glaubten sich für eine gute Sache einzusetzen. Sie wollten für ein freies Somalia, ohne äthiopische Besatzung, kämpfen. Als einer dieser Männer, Mohammed, sah, welcher Schaden durch die Selbstmordattentate von Al-Shabaab angerichtet wurde, beschloss er Al-Shabaab zu verlassen, wobei die Filmcrew ihn begleiten wollte. Mohammed erklärte später selbst niemanden getötet zu haben, sondern, dass er von Al-Shabaab nur wegen seiner Englisch- und Informatikkenntnisse gebraucht wurde.
Der Filmcrew wollte im Film nicht nur Mohammeds Radikalisierungsprozess zeigen, sondern auch ein Porträt eines Teenagers zeichnen, der nicht an den Ausgangspunkt seines Lebens zurückkehren kann. Filmregisseur Nasib Farah glaubt, dass es wichtig sei, die Jugendlichen zu verstehen, um Radikalisierung bekämpfen zu können. Außerdem faszinierte es ihn, dass Mohammed so unglaublich britisch ist, in der Weise wie er denkt und sich ausdrückt. Er sei ein Londoner, dessen Ethnizität somalisch sei. Die Kultur dies Landes sei ihm jedoch völlig fremd. Weiter hatten Mohammed und Nasib Farah einen ähnlichen Lebensweg. Auch Fara wurde von seinen Eltern als Kind in ein ihm unbekanntes Land geschickt. So konnte er insbesondere die Einsamkeit, unter der Mohammed als Kind litt, gut verstehen. Das wichtigste sei ihm jedoch, andere junge Menschen daran zu hindern, schlechte Entscheidungen zu treffen und für Organisationen wie Al Shabab zu kämpfen. Der Film wurde innerhalb von fünf Jahren gedreht.

## Veröffentlichung
Der Film wurde erstmals am 18. März 2018 auf dem dänischen Filmfestival CPH:DOX einem breiteren Publikum präsentiert. Es folgten mehrere Vorführungen auf internationalen Filmfestivals, darunter das One World Film Festival 2019 in Prag, das größte Menschenrechtsfilmfestival der Welt, oder das Sheffield Doc/Fest ein internationales Dokumentarfilmfestival in Sheffield, England. Außerdem war er im dänischen, schwedischen und norwegischen Fernsehen zu sehen.
In Deutschland wurde der Film ebenfalls auf mehreren Filmfestivals gezeigt. Unter anderem war er auf dem MOVE IT! Filmfestival für Menschenrechte und Entwicklung 2019, oder aber auf dem Afrika Film Festival in Köln zu sehen. Daneben zeigten mehrere deutsche Kinos den Film, darunter zum Beispiel das Kino Babylon in Berlin und das Cinema in Münster.

## Kritik
Freja Dam vom dänischen Musikmagazin Soundvenue findet, dass es dem Regisseur und Fotograf Henrik Bohn Ipsen gelungen sei, einen vertrauensvollen und intimen Raum für die Charaktere zu schaffen. Der Zuschauer würde hoffen, dass man Mohammed und seinesgleichen eine Chance gebe. Als die kleine Familie endlich zusammen sei, sei die so süß, dass es einem wehtue, dass sie nicht zusammenbleiben könnten.
Frederik Timm Bentsen von der Tageszeitung Information findet, der Film zeichne das Bild des hoffnungslosen Schicksals eines ehemaligen ausländischen Kriegers. Er führe zu Auseinandersetzung darüber, wie mit jungen Menschen umgegangen werden solle, die in Ländern wie Großbritannien oder Dänemark aufgewachsen seien und sich dann einer Terrororganisation angeschlossen hätten. Viele Politiker aus besagten Länder wollen allerdings auf keinen Fall ehemalige ausländische Kämpfer nach Hause holen, um sie zu rehabilitieren.
Niels Roe von cinemazone.dk fügt hinzu, dass Lost Warrior eine eindrucksvolle Geschichte sei, die die fatalen Folgen aufzeige, die Handlungen für den Rest des Lebens haben können. Äußerlich scheine Mohammed ein netter Kerl zu sein, aber als Zuschauer sei man noch gespalten. Solle er für seine begangenen Taten bestraft werden oder sollte man ihm vergeben und ihn neu anfangen lassen?